# Rechodes
Rechodes es un género de coleóptero de la familia Zopheridae.

## Especies
Las especies de este género son:
- Rechodes andringita
- Rechodes anonymus
- Rechodes anosyensis
- Rechodes bicolor
- Rechodes circumcrenatus
  - Rechodes circumcrenatus circumcrenatus
  - Rechodes circumcrenatus tsaratanana
- Rechodes communis
- Rechodes comorensis
- Rechodes descarpentriesi
- Rechodes difficilis
- Rechodes dromedarius
- Rechodes fito
- Rechodes fungosus
  - Rechodes fungosus fungosus
  - Rechodes fungosus fungosus
- Rechodes grouvellei
- Rechodes minutus
- Rechodes montanus
- Rechodes multituberculatus
- Rechodes perroti
- Rechodes spinosus
  - Rechodes spinosus minor
  - Rechodes spinosus spinosus
- Rechodes verrucosus